# Montespino
Montespino, in passato anche Dorimbergo, (in sloveno Dornberk, in friulano Durimberc; in tedesco Dornberg, desueto) è un insediamento sloveno situato nel comune di Nova Gorica.
La località è situata a 13,7 km a sud-est del capoluogo comunale e a 12,7 km dall'Italia, lungo la sponda sinistra del fiume Vipacco poco a nord con la confluenza di questo con il torrente Branica.
La località è sede di una delle 19 comunità locali in cui si suddivide il comune di Nova Gorica, che comprende anche gli insediamenti (naselja) di: Berolo (Brdo), Budihni, Draga, Potok pri Dornberku,  Saksid, Tabor e Zalošče.
La chiesa parrocchiale è dedicata a San Daniele e dipende dalla diocesi di Capodistria. 
Nella zona viene prodotto vino e frutta (pesche, albicocche, pere).

## Geografia

### Corsi d'acqua
Fiume Vipacco (Vipava).

### Alture principali
Čuklja, 117 m.

## Storia
Dopo la caduta dell'Impero romano d'Occidente, e la parentesi del Regno ostrogoto, i Longobardi si insediarono nel suo territorio, seguiti poi attorno al VI secolo da popolazioni slave. Fu così che tutto il suo territorio entrò a far parte del Ducato del Friuli. Alla caduta del Regno longobardo subentrarono quindi i Franchi; nell'887 Arnolfo, Re dei Franchi orientali, istituì la marca di Carniola; tra il 952 e il 957 il Patriarcato di Aquileia (assieme a Istria, Carinzia e Carniola) passò sotto l'autorità del Duca di Baviera e poi nel 976 nel Ducato di Carinzia appena costituito dall'imperatore Ottone II.

Nel 1077 passò al Principato ecclesiastico di Aquileia e poi ai Conti di Gorizia, in quanto "advocati" del patriarca, che acquisirono gradualmente una larga parte di tali territori, frazionati in feudi minori fra i loro ministeriali, i veri e propri strumenti di governo comitale sul Carso e la vicina Istria. 

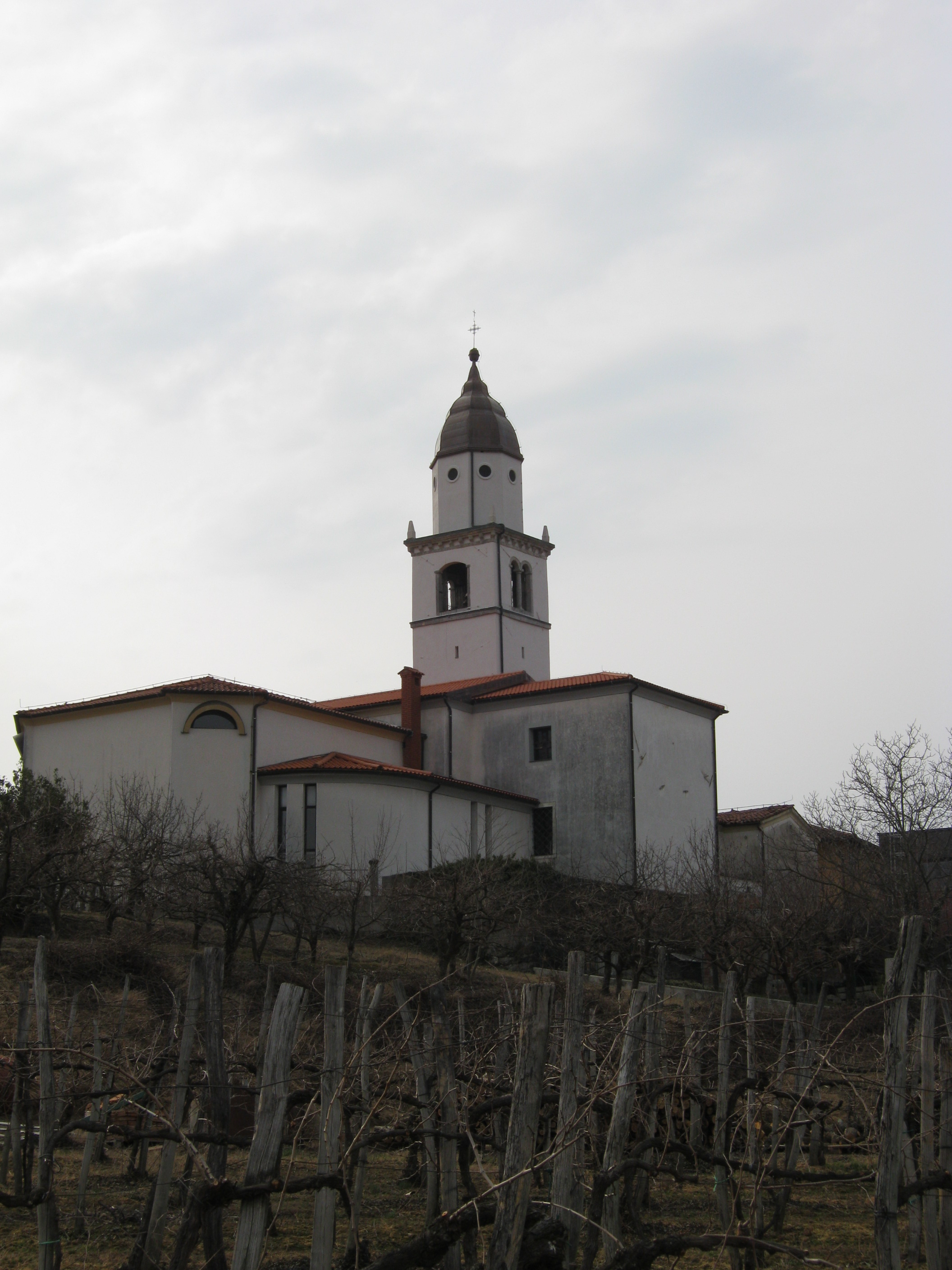
La parrocchiale di San Daniele a Dornberk

Divenne quindi il centro dell'omonima signoria affidata alla famiglia fiorentina dei Rabatta.
Nel 1500 passando alla Casa d'Asburgo, entrò quindi nella Contea di Gorizia e Gradisca.
Con il trattato di Schönbrunn (1809) entrò a far parte delle Province Illiriche.
Col Congresso di Vienna nel 1815 rientrò in mano austriaca nel Regno d'Illiria; passò in seguito sotto il profilo amministrativo al Litorale austriaco nel 1849 come comune catastale autonomo che comprendeva anche gli insediamenti di Berda (Brdo), Bodigna (Budihni), Verzini (Potok), San Lorenzo (Zalošče), Saxida (Saksid), Tabor, il territorio dell'attuale insediamento di Draga e parte di quello di Gradiscutta. In questo periodo la località era nota col toponimo tedesco di Dornberg.
Per un breve periodo al comune di Dornberg venne aggregato anche il vicino comune catastale di Prebacina (poi Prevacina, Prvačina), che ridivenne autonomo alla fine del XIX secolo.

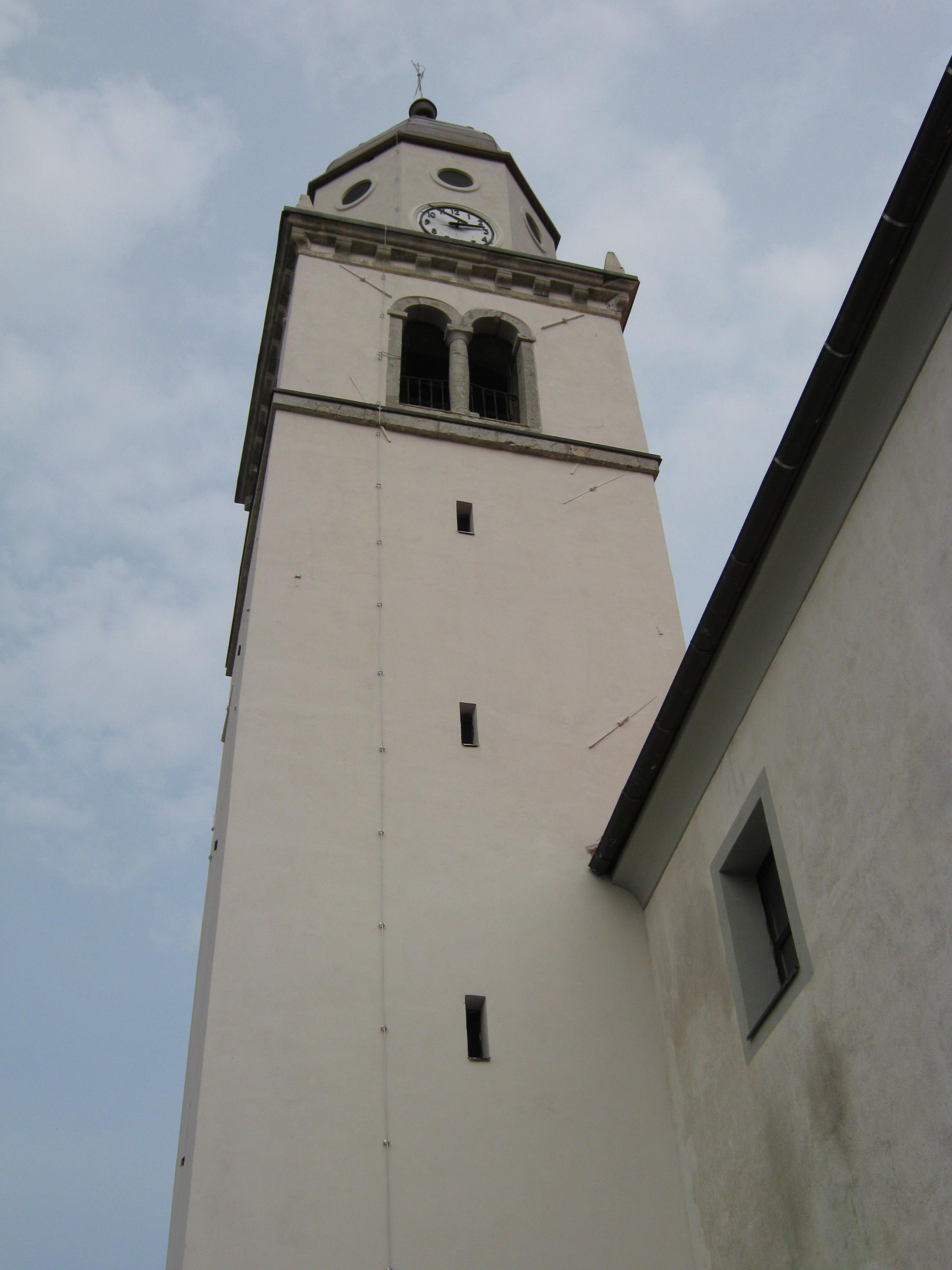
Il campanile della parrocchiale di San Daniele a Dornberk

Dopo la prima guerra mondiale l'intera regione venne annessa al Regno d'Italia, mentre il nome della località nel 1923 venne italianizzato in Montespino (un calco linguistico del nome tedesco). Dal punto di vista amministrativo Montespino continuò a essere un comune autonomo, inquadrato dapprima nella Provincia del Friuli e poi dal 1927 nella neocostituita Provincia di Gorizia. Il comune, che comprendeva ancora soltanto le frazioni di Berdo (Brdo), Draga, Potocce (Potok), Tabor, Sasseto (Saksid) e Salozze/Zalosce (Zalošče), l'anno successivo si ingrandì assorbendo i disciolti comuni di Prevacina e Ville Montevecchio.
Fu soggetto alla Zona d'operazioni del Litorale adriatico (OZAK) tra il settembre 1943 e il maggio 1945 e tra il maggio 1945 e il 1947, trovandosi a ovest della Linea Morgan, fece parte della Zona A della Venezia Giulia sotto il controllo Britannico-Americano del Governo Militare Alleato (AMG) e infine passò alla Jugoslavia. 
Nel 1952 il nome della località (tornata provvisoriamente Dornberg) venne nuovamente modificato, stavolta per essere "slavizzato" in Zali hrib. Vista l'insoddisfazione della popolazione locale tuttavia il toponimo appena tre anni dopo venne nuovamente modificato in Dornberk, simile al toponimo originale. Dal 1991 Montespino (Dornberk) è parte della Repubblica di Slovenia.

## Infrastrutture e trasporti
Il centro abitato è servito dalla fermata ferroviaria di Montespino, posta sulla linea Jesenice-Trieste, e dalla stazione di Montespino paese, posta sulla linea Gorizia-Aidussina.